# Schweiz herrlandslag i bandy
Schweiz herrlandslag i bandy representerar Schweiz i bandy på herrsidan. Man deltog i Europamästerskapet i bandy 1913. Landslaget återuppstod i juli 2017, då man spelade två rinkbandylandskamper mot Tyskland i Fleurier. Världsmästerskapsdebuten skedde år 2019 i Sverige.